# Маркт-Ташендорф
Маркт-Ташендорф (нем. Markt Taschendorf) — ярмарочная община в Германии, в земле Бавария.
Подчиняется административному округу Средняя Франкония. Входит в состав района Нойштадт-ан-дер-Айш-Бад-Виндсхайм. Подчиняется управлению Шайнфельд. Население составляет 1031 человек (на 31 декабря 2010 года). Занимает площадь 27,73 км². Официальный код — 09 5 75 147.
Община подразделяется на 11 административных единиц.

## Население
По оценке на 31 декабря 2015 года население общины Маркт-Ташендорф составляет 992 чел. 

| Дата      | 1840 | 1871 | 1900 | 1925 | 1939 | 1950 | 1961 | 1970 | 1987 | 2011 |
| --------- | ---- | ---- | ---- | ---- | ---- | ---- | ---- | ---- | ---- | ---- |
| Население | 1095 | 1146 | 1068 | 990  | 900  | 1358 | 975  | 1023 | 960  | 1011 |

| Год       | 1960 | 1970 | 1980 | 1990 | 2000 | 2009 | 2010 | 2011 | 2012 | 2013 | 2014 | 2015 |
| --------- | ---- | ---- | ---- | ---- | ---- | ---- | ---- | ---- | ---- | ---- | ---- | ---- |
| Население | 955  | 1043 | 854  | 963  | 1112 | 1037 | 1031 | 1007 | 1004 | 1011 | 993  | 992  |